# Steve Israel

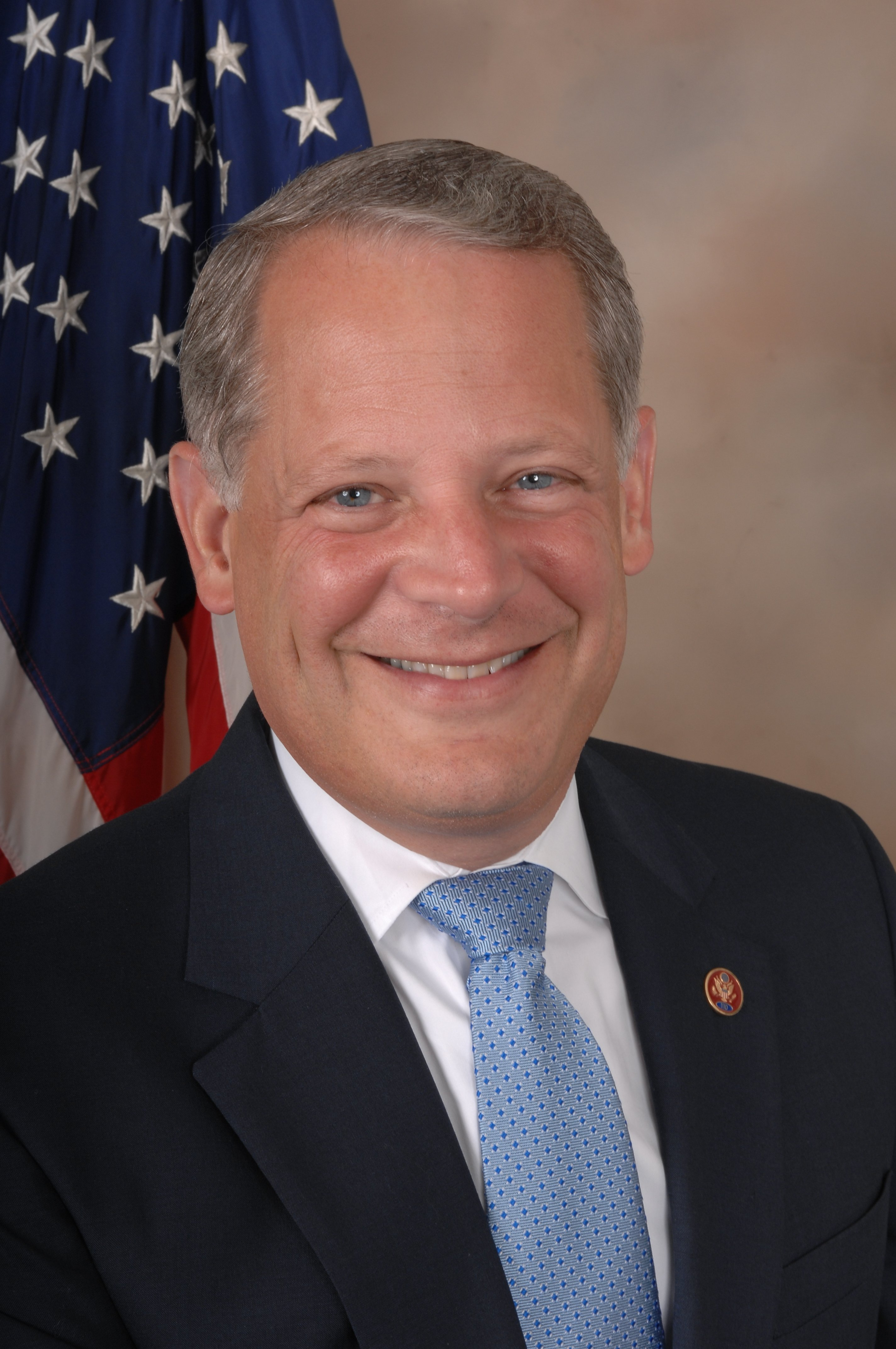
Steve Israel

Steve J. Israel (* 30. Mai 1958 in Brooklyn, New York City) ist ein US-amerikanischer Politiker der Demokratischen Partei. Von 2001 bis 2017 vertrat er den Bundesstaat New York im US-Repräsentantenhaus.

## Familie und Ausbildung
Israel, Sohn jüdischer Einwanderer, wurde 1958 im New Yorker Stadtteil Brooklyn geboren. Er besuchte das Nassau Community College in Garden City und studierte anschließend von 1978 bis 1979 an der Syracuse University, bevor er an die George Washington University in Washington, D.C. wechselte und dort 1982 sein Studium mit einem Bachelor of Arts abschloss. Von 1980 bis 1983 war er im Mitarbeiterstab des Kongressabgeordneten Richard Ottinger tätig.
Israel lebt mit seiner Frau Marlene Budd und seinen beiden Töchtern in Huntington auf Long Island. Er ist jüdischen Glaubens.

## Politische Laufbahn
1993 wurde er in den Stadtausschuss (Town Board) von Huntington gewählt. Das Amt übte er bis 2001 aus.
Bei der Wahl 2000 wurde Israel erstmals in das US-Repräsentantenhaus gewählt. Er folgte dem Republikaner Rick Lazio als Vertreter des zweiten New Yorker Kongresswahlbezirks. Ab 2013 vertrat er, nach einer Neuordnung der Wahlbezirke seines Staates, dessen dritten Kongresswahlbezirk im Repräsentantenhaus, dessen Gebiet weitgehend mit seinem bisherigen übereinstimmte. Zwischen 2011 und 2015 leitete er auf Vorschlag von Nancy Pelosi das Democratic Congressional Campaign Committee. Er war Mitglied im Bewilligungsausschuss (Committee on Appropriations) und in drei von dessen Unterausschüssen.
Bei der Wahl 2016 für das US-Repräsentantenhaus verzichtete Israel auf eine erneute Kandidatur und schied damit am 3. Januar 2017 aus dem Kongress aus. Seit Januar 2017 ist er Kommentator bei CNN.